# Butastur rufipennis
Butastur rufipennis là một loài chim trong họ Accipitridae.